# لشکرکشی به آراکان
لشکرکشی به آراکان (انگلیسی: Arakan Campaign 1942–43) اولین حمله آزمایشی متفقین جنگ جهانی دوم به برمه، پس از حمله ژاپن به برمه در اوایل سال ۱۹۴۲ بود.